# Archangielskoje (rejon archangielski)
Archangielskoje (ros. Архангельское) – wieś (sieło) w Rosji, w Baszkortostanie, ośrodek administracyjny rejonu archangielskiego. W 2010 liczyła 5819 mieszkańców.